# الأخ الأكبر (1984)
الأخ الأكبر (بالإنجليزية: Big Brother)‏ هي شخصية خيالية في رواية جورج أورويل 1984 وهو الحاكم الغامض لأوشنيا الدولة الدكتاتورية، وبعد نشر رواية 1984 أصبحت كلمة الأخ الأكبر تستعمل كمرادف للتعسف في استعمال السلطة الحكومية وخصوصا في احترام للحريات المدنية.

## اقرأ أيضا
- المراقبة على نطاق واسع
- دولة الأخ الأكبر